# 中部方面情報隊
中部方面情報隊（ちゅうぶほうめんじょうほうたい、Middle Army Millitary Intelligence）は、陸上自衛隊伊丹駐屯地（兵庫県伊丹市）に隊本部が駐屯する中部方面隊直轄の情報科部隊である。

## 概要
隊長は1等陸佐（二）が充てられ、情報運用の集約一元化を目的として2010年（平成22年）3月に中部方面情報処理隊（伊丹駐屯地）を母体として中部方面隊直轄部隊の中部方面移動監視隊（今津駐屯地）と同日付けで今津駐屯地で新編された中部方面無人偵察機隊を編合し、中部方面隊直轄部隊として再編した。

## 沿革
中部方面情報処理隊
- 2007年（平成19年）3月28日：前身となる中部方面情報処理隊が伊丹駐屯地において編成完結。
- 2008年（平成20年）3月26日：方面直轄部隊として中部方面移動監視隊が今津駐屯地において編成完結。
- 2010年（平成22年）3月25日：中部方面情報処理隊（伊丹駐屯地）を廃止。

中部方面情報隊
- 2010年（平成22年）3月26日：部隊新編等。

1. 中部方面情報処理隊を母体に中部方面情報隊が伊丹駐屯地において編成完結。
2. 中部方面移動監視隊（今津駐屯地）を隷下に編合。
3. 中部方面無人偵察機隊が今津駐屯地に新編され隷下に編合。

- 2025年（令和07年）３月24日：中部方面移動監視隊、中部方面無人偵察機隊（今津駐屯地）を廃止・改編し、中部方面情報収集隊を今津駐屯地に新編[1][2]。

## 部隊編成
- 中部方面情報隊本部「中情隊」[3]
- 中部方面情報収集隊（今津駐屯地）

## 主要幹部
| 官職名           | 階級    | 氏名     | 補職発令日     | 前職                       |
| ---------------- | ------- | -------- | -------------- | -------------------------- |
| 中部方面情報隊長 | 1等陸佐 | 塩満大吾 | 2025年03月17日 | 陸上自衛隊情報学校研究部長 |

| 代 | 氏名     | 在職期間                        | 前職                                   | 後職                                     |
| -- | -------- | ------------------------------- | -------------------------------------- | ---------------------------------------- |
| 01 | 青木義昌 | 2010年03月26日 - 2012年03月31日 | 情報本部勤務                           | 情報本部勤務                             |
| 02 | 若林賢   | 2012年04月01日 - 2013年11月30日 | 情報処理隊長                           | 陸上自衛隊小平学校情報教育部長           |
| 03 | 内田栄寿 | 2013年12月01日 - 2016年07月31日 | 情報本部勤務                           |                                          |
| 04 | 井芹嘉宏 | 2016年08月01日 - 2018年07月31日 | 情報本部勤務                           | 陸上自衛隊教育訓練研究本部主任訓練評価官 |
| 05 | 濵崎勝志 | 2018年08月01日 - 2020年07月31日 | 陸上幕僚監部指揮通信システム・情報部付 | 陸上自衛隊情報学校第1教育部長            |
| 06 | 下畑宏   | 2020年08月01日 - 2023年03月12日 | 情報本部勤務                           | 退職（陸将補昇任）                       |
| 07 | 山本幹二 | 2023年03月13日 - 2024年03月17日 | 陸上自衛隊教育訓練研究本部勤務         | 陸上自衛隊教育訓練研究本部勤務           |
| 08 | 村谷法和 | 2024年03月18日 - 2025年03月16日 | 情報本部勤務                           | 陸上自衛隊教育訓練研究本部勤務           |
| 09 | 塩満大吾 | 2025年03月17日 -                | 陸上自衛隊情報学校研究部長             |                                          |

## 主要装備
- 1/2tトラック / 73式小型トラック
- 1 1/2tトラック / 73式中型トラック
- 3 1/2tトラック / 73式大型トラック
- 高機動車
- 89式5.56mm小銃
- 新無人偵察機システム（FFRS）

## 廃止部隊
- 2025年（令和7年）3月23日廃止
  - 中部方面移動監視隊「中方移監」（今津駐屯地）：2008年（平成20年）3月26日から2025年（令和7年）3月23日の間。
  - 中部方面無人偵察機隊「中方無偵」（今津駐屯地）：2010年（平成22年）3月26日から2025年（令和7年）3月23日の間。